# Vogliamoci bene!
Vogliamoci bene!  è un film del 1950 diretto da Paolo William Tamburella.

## Trama
Nel paese di Pisco Marino la guerra ha lasciato parecchi monumenti in rovina tra cui l'orologio della torre campanaria, danneggiato in un  bombardamento. Occorrerebbe ripararlo ma, purtroppo, anche nel paese la politica complica le cose.
Per raccogliere i mezzi necessari Don Paolo, il parroco del paese, ha organizzato una lotteria il cui ricavato si rivela superiore al costo stimato della riparazione. Il parroco propone al sindaco di devolvere l'eccedenza ai poveri del paese, ma i locali rappresentanti del "Fronte Popolare", l'impulsivo comunista Parboni ed il più riflessivo socialista Guerrieri, non vogliono che sia solo il parroco a decidere chi riceverà la beneficenza, e chiedono al sindaco di intervenire. Il sindaco propone la nomina d'una commissione paritetica, che nominerà tre sottocommissioni composte da due membri ciascuna - uno per ciascuno degli opposti schieramenti politici - le quali avranno il compito di scegliere le famiglie più bisognose.
In una di queste sottocommissioni si ritrovano Mario, operaio in un cantiere navale, e la nuova maestra elementare Lucia, e tra i due sboccia una attrazione reciproca.
Ora sorge un altro problema: chi avrà l'incarico di riparare l'orologio? Il Sig. De Mori propone di appaltare il lavoro ad una ditta di Roma, suscitando i sospetti di Parboni e Guerrieri, che adombrano una speculazione con il denaro pubblico. Guerrieri propone quindi che l'incarico venga affidato all'unica persona in paese in grado di riparare il complesso meccanismo: l'eccentrico inventore Rocchetti.
Purtroppo Rocchetti è un libero pensatore, anarchico ed anticlericale, che nulla vuole avere a che fare con la politica e col parroco, e quindi rifiuta l'incarico.
Parboni, spazientito dagli sviluppi della vicenda che non depongono a favore della sua parte politica, decide di recarsi a Roma presso la sede centrale del Partito Comunista per esporre la situazione direttamente al Segretario Generale ed avere delle indicazioni su come risolvere la disputa a suo favore, ma dopo diverse ore di anticamera ed appuntamenti mancati, si ritrova a colloquio con lo stesso funzionario di partito che, mesi prima, era venuto a Pisco Marino per organizzare, con l'aiuto dello stesso Parboni, la locale sezione del Partito.
Il funzionario, dopo aver ascoltato il resoconto della situazione, si lancia in un lungo e tortuoso discorso pieno di riferimenti e citazioni di cui il malcapitato Parboni capisce ben poco, ma torna a Pisco Marino convinto che occorra un'azione di forza per mettere il Comune dinanzi al "fatto compiuto" ed evitare che l'orologio venga riparato altrove.
Pertanto i pezzi dell'orologio vengono trafugati nottetempo da Parboni e dagli altri militanti comunisti, che hanno deciso l'azione all'insaputa dell'alleato Guerrieri.
La notizia del furto suscita un grande scalpore, e le autorità svolgono le dovute indagini, concentrando i sospetti sull'operaio comunista Marucelli, il quale non ha un alibi né spiegazioni per i lividi e le escoriazioni che si è procurato cadendo durante la fuga dalla torre.
Parboni, per paura di venire arrestato, deve quindi chiedere aiuto a Guerrieri per risolvere l'intricata vicenda, e così i pezzi dell'orologio rubato fanno il giro di tutto il paese, per ricomparire misteriosamente in casa di Rocchetti, occultati in un feretro.
Dapprima Rocchetti chiama le forze dell'ordine per denunciare l'apparizione della cassa da morto nel suo laboratorio, credendo che contenga un cadavere. Ma una volta aperta la cassa ed estratti i pezzi dell'orologio lui cede all'istinto professionale, ed inizia a ripararlo.
La cerimonia dell'inaugurazione dell'orologio incontra nuovamente difficoltà, con le opposte fazioni sul punto di venire alle mani, finché il sindaco compone il dissidio ammonendo: "Vogliamoci bene"!

## Produzione
Prodotto da Sonia Perucca Coletti per SCP Società Cinematografica di Produzione, il film, girato nell'estate del 1949,  uscì nelle sale il 12 aprile 1950.
Quasi tutte le scene in esterni del film sono state girate a Terracina.